# Вартоломей (апостол)
Вижте пояснителната страница за други личности с името Вартоломей.
Натанаил Вартоломей – един от Дванадесетте апостоли, основните ученици на Иисус Христос, упоменати в Новия завет, като избрани за такива от самия него.
Името Вартоломей е възможно да е арамейско презиме „bar talamai“ – „син на Талмей“, където Талмей е произнесено на арамейски гръцкото име Птолемей, т.е. той вероятно произлиза из средите на елинизираните евреи. За негово лично име практически единодушно библеистите смятат това на споменатия в Евангелие от Йоан (1:45 – 50) Натанаил. В този смисъл, апостол Вартоломей е призван четвърти след Андрей, Петър и Филип (с когото може би е роднина).
Православната църква го чества на 11 юни (24 юни). Датата 24 август, ползвана за това от католиците е известна и със стартираното в навечерието й (през 1572 г.) клане над гостуващите, по повод сватбата на Анри Наварски и Маргьорит дьо Валоа, в Париж хугеноти, известно като Вартоломеевата нощ.

## Изобразяване
Споменат е с името Вартоломей в списъците на апостолите в Евангелие от Матей (10:3), в Евангелие от Марко (3:18), от Евангелие от Лука (6:14), а също и в книгата "Деянията на Апостолите (1:13)". Според Йоан, той е от град Канна Галилейска. 
Харесван е от Иисус заради своята прямота и безхитростност и е сред най-близките му ученици. Присъства на Тайната вечеря и на събитията от Петдесетница. След последните, според легендите за него, проповядва в Мала Азия, Индия (незадължително съвпадаща със съвременните представи за тази част от света) и във Велика Армения. Смята се, че е загинал именно при пребиваването си сред арменците, в резултат на конфликт с местните владетели, подклаждан от тамошните езически жреци. Отначало е разпънат на кръст надолу с главата, а по-късно - одран жив. Накрая е обезглавен. Изображенията му на иконите, отразяват предполагаемия начин на умъртвяването му, при което одраната му кожа е показвана, като цяло парче, отделено от месата му (които не кървят навсякъде обилно) и използвано от него, като наметало.

## Култ
Главното светилище на Свети Вартоломей е манастирът "Свети Вартоломей" , който е средновековен арменски манастир в историческата провинция Васпуракан, на 23 км североизточно от град Башкале, в днешната турска провинция Ван, близо до границата с Иран. Други важни църкви посветени на светеца са: 
- Църквата "Свети Вартоломей" в Баку, Азербайджан и също там - катедралата "Свети Мироносици".
- Църквата "Сан Бартоломео" в Беневенто, Южна Италия, където се пазят част от мощите му.
- Църквата "Свети Вартоломей" на река Тибър, Рим.
- Кентърбърийската катедрала.
- Катедралите във Франкфурт и Пилзен.
- Катедралата "Сан Бартоломео" в Липари.